# Tuomas Peltonen (läkare)
Tuomas Eetvartti Peltonen, född 3 maj 1924 i Virdois, död 13 december 2009 i Åbo, var en finländsk barnläkare. 
Peltonen blev student 1943, medicine kandidat 1947 i Helsingfors samt medicine licentiat 1951 och medicine och kirurgie doktor 1956 i Åbo. Han var professor i pediatrik vid Åbo universitet 1966–1985 och även aktiv som militärläkare och inom kyrkan. Han studerade bland annat infektionssjukdomar och tillsammans med Leo Hirvonen och svensken John Lind fostrets blodcirkulation i samband med abort, vilket föranledde bannlysning av påven; åtgärden upphävdes sedermera. Han tilldelades Äyräpääs pris 1961. 